# August von Koller
August svobodný pán von Koller (německy August Franz Freiherr von Koller, 25. srpna 1805 Vídeň – 25. srpna 1883 Baden) byl rakouský diplomat. Ve službách ministerstva zahraničí působil od roku 1824 a zastával nižší diplomatické posty v různých evropských zemích. Nakonec byl vyslancem v Berlíně (1857–1859) a v závěru kariéry zastával funkci státního podsekretáře na ministerstvu zahraničí (1859–1862).

## Životopis

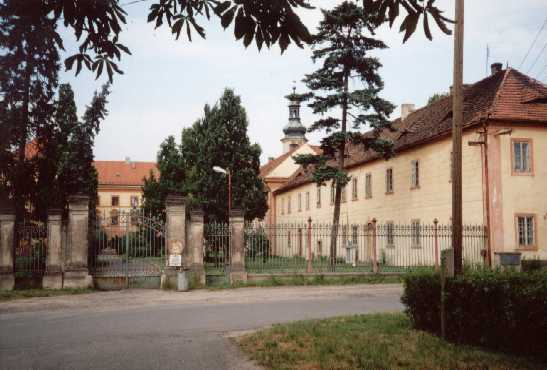
Zámek Obříství, majetek rodu Kollerů 1817–1840

Narodil se jako nejstarší syn generála a diplomata barona Františka Kollera (1767–1826) a jeho manželky Johanny, rozené Grätzlerové (1787–1866). V diplomatických službách Rakouska působil od roku 1824 a vystřídal řadu nižších pozic v různých evropských zemích, mimo jiné v Rusku. Ve 40. letech byl dlouholetým velvyslaneckým radou v Londýně, kde byl nakonec v letech 1849–1851 zástupcem velvyslance s titulem chargé d'affaires. V letech 1851–1855 byl rakouským vyslancem v Hannoversku, současně byl pověřen vedením diplomatického zastoupení v Oldenbursku a Brunšvicku.
V závěru krymské války byl od února do října 1855 vyslancem v Istanbulu a po Pařížské mírové smlouvě vedl rakouskou delegaci u mezinárodní komise v Bukurešti pro úpravu statutu Podunajských knížectví (1856–1857). V letech 1857–1859 byl vyslancem v Berlíně, kde zároveň řídil diplomatické zastoupení v Meklenbursku-Zvěřínsku a Meklenbursku-Střelicku. V listopadu 1859 byl povolán do Vídně ve funkci státního podsekretáře na ministerstvu zahraničí a tento post zastával přes dva roky. Na začátku roku 1862 byl odeslán do výslužby na vlastní žádost ze zdravotních důvodů a byla mu přiznána roční penze ve výši 6.300 zlatých. 

## Tituly a ocenění
Od dětství užíval titul svobodného pána, který získal jeho otec v roce 1810. Ve funkci velvyslance v Turecku obdržel v roce 1855 titul c. k. tajného rady s nárokem na oslovení Excelence. Během svého působení v diplomatických službách získal několik vyznamenání v Rakousku i v zahraničí.

### Rakousko
- komandérský kříž Leopoldova řádu (1854)
- Řád železné koruny I. třídy (1859)

### Zahraničí
- Řád červené orlice I. třídy (Prusko)
- velkokříž Řádu Guelfů (Hannoversko)
- velkokříž Domácího řádu vévody Petra Fridricha Ludvíka (Oldenbursko)
- velkokříž Řádu Jindřicha Lva (Brunšvicko)
- Řád Medžidie I. třídy (Osmanská říše)
- komandér Řádu svatého Řehoře Velikého (Papežský stát)
- Konstantinův řád svatého Jiří (Království obojí Sicílie)
- rytíř Řádu Františka I. (Království obojí Sicílie)
- komandér Danebrožského řádu (Dánsko)

## Rodina
August von Koller byl svobodný a bezdětný. Po otcově úmrtí (1826) se spolu s matkou podílel na správě panství Obříství ve středních Čechách, ze zámku byly rozprodány hodnotné sbírky antického umění, které František Arnošt Koller shromáždil během svých diplomatických cest.
Měl tři mladší sourozence, sestra Johanna (1809–1891) byla manželkou c. k. polního podmaršála hraběte Karla Thun-Hohensteina (1803–1876). Bratr Vilém (1811–1866) sloužil v armádě a dosáhl hodnosti generálmajora. Ze sourozenců nejvíce vynikl nejmladší Alexander (1813–1890), který byl generálem jezdectva, místodržitelem v Čechách a rakousko-uherským ministrem války.